# Pabna (bovin)
Pour les articles homonymes, voir Pabna.
La pabna ou shahjadpur est une race bovine bangladaise.

## Origine
Il s'agit d'une race de zébu créée par métissage au début du XXe siècle. Des vaches bengali ont été croisées avec des taureaux hariana et sahiwal importés sur l'ordre de Lord Linglithgow, gouverneur du Bengale. Actuellement, on trouve environ 80 000 animaux dont 30 000 vaches dans les districts de Pabna et Serajgonj dans la division de Râjshâhî.

## Morphologie
Elle porte une robe rouge-grise avec une peau noire. 
Elle mesure 100 cm pour 250 kg.

## Aptitudes
C'est une race laitière. Elle donne 700 à 1 500 kg de lait sur 230 jours avec un taux de matière grasse de 4,4 %. Les écarts de production sont souvent liés à l'alimentation : affourragement régulier et riche ou libre pâturage sur les talus. Elle fait montre d'une productivité remarquable en rapport à sa taille. 
Race rustique, elle supporte les difficultés du climat local de la mousson. C'est une race peu précoce (première mise bas vers 56 mois) et peu fertile. (intervalle entre mises bas de 500 jours).